# Clément Cabanettes
Clément Cabanettes, né le 14 août 1851 à Ambec, commune de Lassouts (Aveyron) et mort le 14 juillet 1910 à Buenos Aires, est le fondateur de la ville de Pigüé en Argentine.

## Biographie
Il suit l'enseignement des frères marianistes à Saint-Côme-d’Olt, puis au collège d'Espalion. Il quitte le séminaire et s'engage en 1872 au 46e régiment d'infanterie de ligne stationné à Rodez. Avec le grade de sous-lieutenant, il quitte l'armée en 1877 et apprend que la république Argentine cherche à recruter des officiers français pour moderniser son armée.
Au début de l'année 1884, il achète 27 000 hectares, au prix de 40 pesos l'unité, dans la région du ruisseau de Pi-hué, qui deviendra Pigüé.
Il retourne en France et rassemble quarante familles rouergates déshéritées de la vallée de l'Olt (aujourd'hui appelée vallée du Lot), autour d'Espalion (Aurelle-Verlac, Saint-Geniez-d'Olt, Coubisou, Gabriac, Naucelle…) qu'il convainc de s'exiler vers l'Argentine. Le 23 octobre 1884, ils quittent Rodez par train et embarquent le 24 octobre sur le Belgrano qui part de Bordeaux en direction de l'Amérique du Sud. Ils atteignent le Nouveau Monde et Buenos Aires le 30 novembre, puis Pigüé les 3 et 4 décembre. 

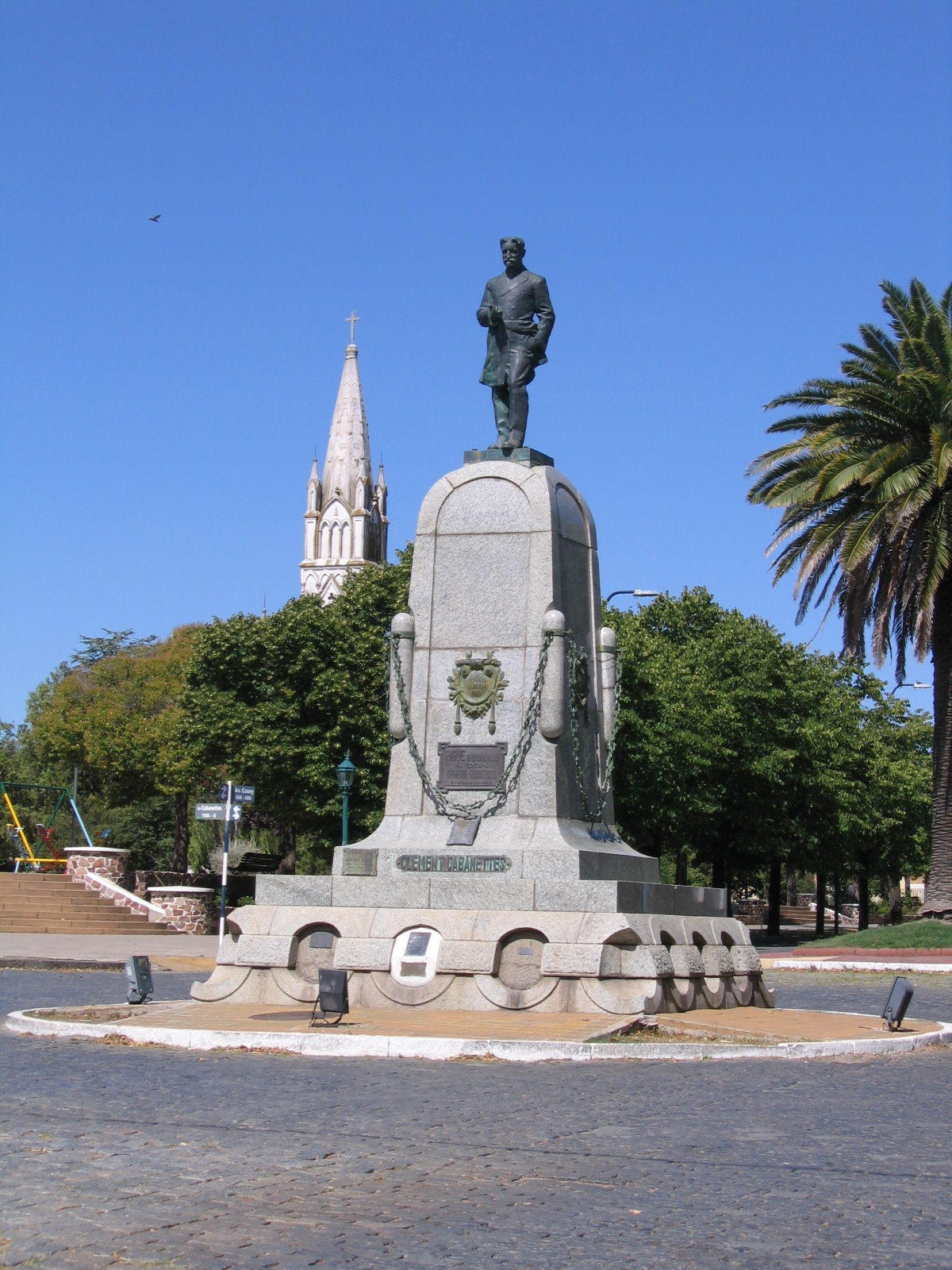
Monument à Clément Cabanettes à Pigüé (statue de Numa Ayrinhac).

Les mauvaises récoltes des années 1885, 1886 et 1887 conduisent Clément Cabanettes, incapable de faire face aux exigences du contrat de vente, en raison de l'absence de versements des agriculteurs qu'il a incités à venir s'installer avec lui, à résilier celui-ci. Il perd la propriété de Pigüé, et les Aveyronnais signent de nouveaux contrats, plus durs, avec Eduardo Casey, le précédent propriétaire des terres. La Colonie des Aveyronnais va, malgré un départ difficile et ruineux, devenir l'une des plus prospères de la Pampa.
À l'occasion de son second mariage, il s'installe à Buenos Aires, où il va créer un établissement de bains.  Il va ensuite tenter à nouveau, à plusieurs reprises, la création de colonies agricoles, qui seront presque toutes des échecs. 
Il meurt le 14 juillet 1910 à Buenos Aires. Une statue a été érigée à sa mémoire à Pigüé.